# Girls Aloud
Le Girls Aloud sono una girl band britannica formatasi il 30 novembre 2002, in maniera totalmente mediatica, tramite il programma televisivo Popstars, durante il quale sono state selezionate le cinque ragazze che lo componevano: Nadine Coyle, Nicola Roberts, Sarah Harding, Cheryl Cole e Kimberley Walsh.
Conosciute quasi esclusivamente nel Regno Unito e in Irlanda, paesi dove sono stati pubblicati tutti i loro dischi, le ragazze hanno inciso diversi album e numerosi singoli, che hanno riscosso tutti un ottimo successo. Particolare seguito hanno avuto le perle discografiche del pop britannico: Sound of the Underground, I'll Stand by You, Call the Shots e The Promise, che hanno raggiunto alte posizioni nella classifica del Regno Unito; tutte le produzioni del gruppo sono state curate dalla squadra di produttori musicali Xenomania.
Nel corso della loro carriera hanno anche realizzato un singolo di beneficenza con le Sugababes e diversi tour con tappe in Irlanda e Regno Unito. Nel 2003 hanno ricevuto una nomination alla prima edizione del Popjustice £20 Music Prize, premio dedicato al miglior singolo pop britannico dell'anno precedente, per No Good Advice, vincendo il titolo. Il risultato è stato ripetuto più volte: nel 2005 per Wake Me Up, nel 2006 per Biology, nel 2008 per Call the Shots e nel 2009 per The Promise. Sono state nominate anche nel 2004 per The Show e nel 2006 per Something Kinda Ooooh, anni in cui si sono classificate rispettivamente seconde e quarte.
Il gruppo ha annunciato il suo scioglimento il 21 marzo 2013, in conclusione del tour che ha accompagnato l'uscita di quel che è stato il loro ultimo lavoro discografico, la raccolta Ten.
Due anni dopo la morte di Sarah Harding, avvenuta il 5 settembre 2021 dopo una lunga malattia, Cole, Coyle, Roberts e Walsh hanno annunciato il loro ritorno per il 2024 con il tour The Girls Aloud Show.
È stato stimato che nel corso della carriera il gruppo ha venduto in totale circa dieci milioni di dischi. Ha inoltre vinto un BRIT Awards nella categoria "Miglior singolo" nel 2009, per The Promise.

## Storia del gruppo

### 2002-2003: gli esordi
Il gruppo si è formato il 30 novembre del 2002 in maniera totalmente mediatica, attraverso delle selezioni avvenute nel corso del programma Popstars: The Rivals, andato in onda sull'emittente televisiva britannica ITV1. Parallelamente alle Girls Aloud, nell'ambito della stessa trasmissione si è formata anche una boy band, i One True Voice, che ha riscontrato però minor successo.
Le cinque ragazze, Sarah Harding, Nicola Roberts, Kimberley Walsh, Nadine Coyle e Cheryl Tweedy (che in seguito ha mutato il suo cognome in Cole in quanto sposata con il calciatore Ashley Cole), hanno debuttato ufficialmente in prossimità delle festività natalizie del 2002 pubblicando, per l'etichetta discografica Polydor, il loro primo singolo intitolato Sound of the Underground, rimasto alla prima posizione dei singoli britannica per quattro settimane consecutive. Subito dopo questo successo, il gruppo ha registrato il primo album intitolato anch'esso Sound of the Underground, uscito il 26 maggio 2003 sempre per la Polydor e preceduto dal singolo No Good Advice, che ha confermato il successo del precedente debuttando alla posizione numero due della classifica dei singoli britannica ed è stato pubblicato anche in formato DVD contenente il video musicale della canzone e alcune scene catturate dal backstage dello stesso. Si è inoltre aggiudicato la vittoria della prima edizione del Popjustice £20 Music Prize, svoltosi nel 2003.
Nell'agosto dello stesso anno è stato pubblicato un terzo singolo, Life Got Cold, brano meno ritmato dei precedenti che si è rivelato essere il terzo successo del gruppo e che ha aiutato l'album, che aveva debuttato al secondo posto della classifica del Regno Unito nel mese di giugno, a riguadagnare posizioni. Pochi mesi dopo, a novembre, hanno realizzato una cover del brano Jump (for My Love) delle Pointer Sisters appositamente per essere inserita nella colonna sonora del film Love Actually - L'amore davvero su richiesta del regista del film Richard Curtis; anche questo singolo ha avuto ottimi risultati di vendita, debuttando al secondo posto della classifica dei singoli britannica e spingendo sempre di più le vendite dell'album che, per l'occasione, è stato ristampato con l'aggiunta dell'ultimo singolo e con altri nuovi brani, tra cui una reinterpretazione del brano Girls on Film dei Duran Duran. L'album è stato scritto e prodotto dalla squadra di produttori Xenomania, con la quale il gruppo ha collaborato per la realizzazione di tutti i lavori seguenti.

### 2004-2005: l'affermazione conWhat Will the Neighbours Say?

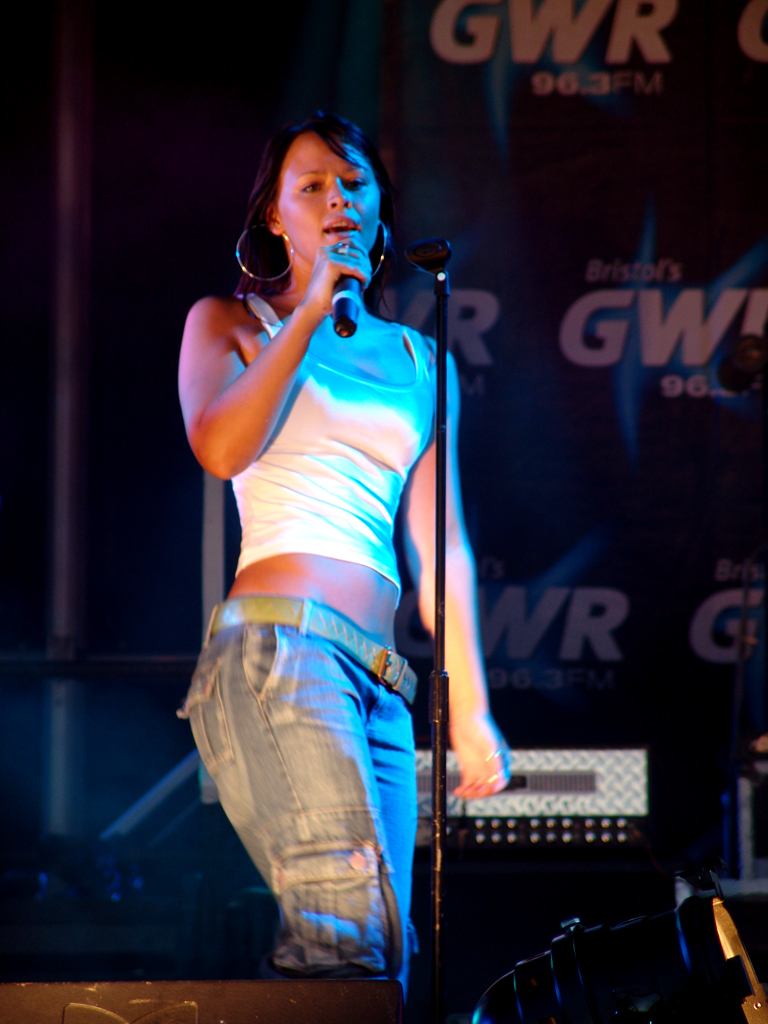
Kimberley Walsh detta anche Curvy Aloud per le sue forme sinuose.

Nel giugno del 2004, dopo una breve sosta, il quintetto è tornato sulle scene musicali pubblicando il singolo The Show, che, come i precedenti, ha riscosso parecchi consensi raggiungendo la seconda posizione della classifica britannica. Stessa posizione è stata raggiunta anche dal successivo Love Machine; in quel momento, la girl band è riuscita a piazzare nelle prime tre posizioni della classifica del Regno Unito sei singoli in maniera consecutiva, record confermato anche da I'll Stand by You, cover dell'omonimo brano dei The Pretenders, che ha raggiunto la vetta della classifica già nella prima settimana di vendita e vi è rimasta anche per la successiva, risultando il singolo più venduto della settimana di Natale di quell'anno. Questo singolo era legato all'annuale campagna di beneficenza Children in Need, per cui parte del ricavato è stato devoluto per attività benefiche. Quasi contemporaneamente è uscito anche il secondo album, What Will the Neighbours Say?, anche questo interamente scritto dalla squadra di produttori Xenomania e pubblicato il 24 novembre del 2004, che conteneva anche il brano Jump, già presente nella riedizione del precedente disco.
L'ultimo singolo estratto del secondo album è stato Wake Me Up, pubblicato nel febbraio del 2005; è stato il primo singolo a non entrare tra le prime tre posizioni della classifica britannica, ma ha tuttavia conquistato la quarta posizione. L'album, pubblicato come il precedente dall'etichetta discografica Polydor, ha raggiunto la sesta posizione della classifica britannica. Il titolo del disco è stato tratto da una frase presente nel testo del brano Love Machine e tra le canzoni contenute nel disco è presente il brano Here We Go, originariamente interpretato da Lene Nystrøm.
Per la promozione del disco, le cinque ragazze hanno eseguito il loro primo tour in Regno Unito e Irlanda, il What Will the Neighbours Say? Tour, iniziato nel maggio del 2005, dal quale è stato tratto il primo omonimo DVD del gruppo, uscito alcuni mesi dopo, nel novembre del 2005, quando ha raggiunto la quinta posizione dei DVD musicali più venduti in Gran Bretagna. Sempre nel 2005 è stato assegnato il premio Popjustice £20 Music Prize al primo singolo tratto da quest'album, Wake Me Up.
Contemporaneamente, le ragazze hanno vinto un Glamour Magazine Award, premio indetto dalla rivista Glamour, come gruppo dell'anno, e sono state nominate ai BRIT Awards come Best Pop.

### 2005-2006:Chemistry, il terzo album

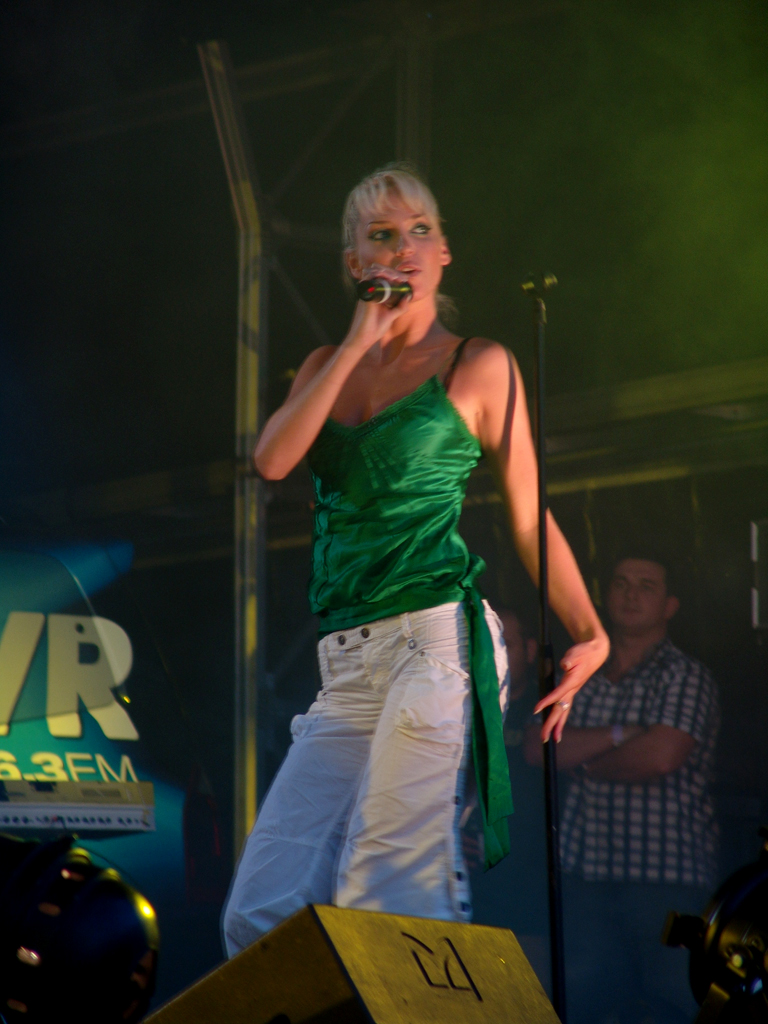
Sarah Harding

Dopo aver pubblicato, nel mese di giugno, il DVD Girls on Film, contenente tutti i video musicali dei singoli estratti dai due precedenti album e alcune esibizioni televisive, il cui titolo prende spunto dall'omonima canzone dei Duran Duran reincisa dal gruppo e inserita nel loro primo disco, le cinque ragazze sono tornate sulle scene musicali nell'agosto del 2005 con la pubblicazione del singolo Long Hot Summer, primo estratto dal loro terzo disco Chemistry pubblicato il 5 dicembre successivo dall'etichetta discografica Polydor, anticipato dal secondo singolo Biology in ottobre e uscito quasi contemporaneamente ad un altro brano, See the Day, cover dell'omonima canzone di Dee C. Lee. I tre singoli, pubblicati nello stesso periodo nel quale è stato diffuso nei negozi il DVD What Will the Neighbours Say? Tour registrato dal vivo la primavera precedente, hanno riscosso un buon successo in Regno Unito; Long Hot Summer ha raggiunto la settima posizione, Biology la quarta e See the Day, pezzo meno movimentato dei due precedenti brani, la nona, supportato comunque da una massiccia promozione radiofonica.
Il disco, prodotto come i precedenti dalla squadra di produttori Xenomania, è stato pubblicato anche in una versione speciale con un secondo disco contenente otto canzoni prettamente natalizie, tra cui diverse cover di brani come Jingle Bell Rock e White Christmas. Nel febbraio successivo il gruppo ha debuttato fuori dai confini di Regno Unito e Irlanda; il disco è stato infatti lanciato anche in Australia e Nuova Zelanda, trainato da Biology, scelto come primo singolo estero e al quale, in Regno Unito, è stato assegnato il premio Popjustice £20 Music Prize nell'edizione del 2006. In questi paesi l'album ha riscosso un discreto successo; minor fortuna ha avuto invece il singolo, che ha raggiunto appena la posizione numero 26. La promozione del disco nei due stati esteri è stata supportata da una serie di esibizioni avvenute sulle reti televisive locali nell'ultima settimana di febbraio del 2006. In Regno Unito l'album ha raggiunto l'undicesimo posto in classifica mentre in Irlanda ha raggiunto appena la posizione numero 31.
In Regno Unito la promozione del disco, che ha ricevuto ottime recensioni da parte della critica, è proseguita nel marzo del 2006 con la pubblicazione del quarto e ultimo singolo, Whole Lotta History, che ha debuttato alla sesta posizione della classifica dei singoli. Nel maggio dello stesso anno il gruppo ha eseguito il secondo tour britannico, che ha avuto buoni riscontri da parte della critica, e ha vinto il premio Heart Award per il singolo See the Day.
Il loro terzo album e i singoli da esso estratti sono risultati essere le ultime pubblicazioni del gruppo per la Polydor, etichetta che ha firmato tutte le produzioni delle cinque ragazze dal 2002, anno della loro formazione; dal maggio del 2006 il gruppo è stato infatti assegnato alla Fascination, neonata sotto-etichetta della Polydor, per la quale sono stati pubblicati tutti i lavori seguenti.

### 2006: la raccoltaThe Sound of Girls Aloud

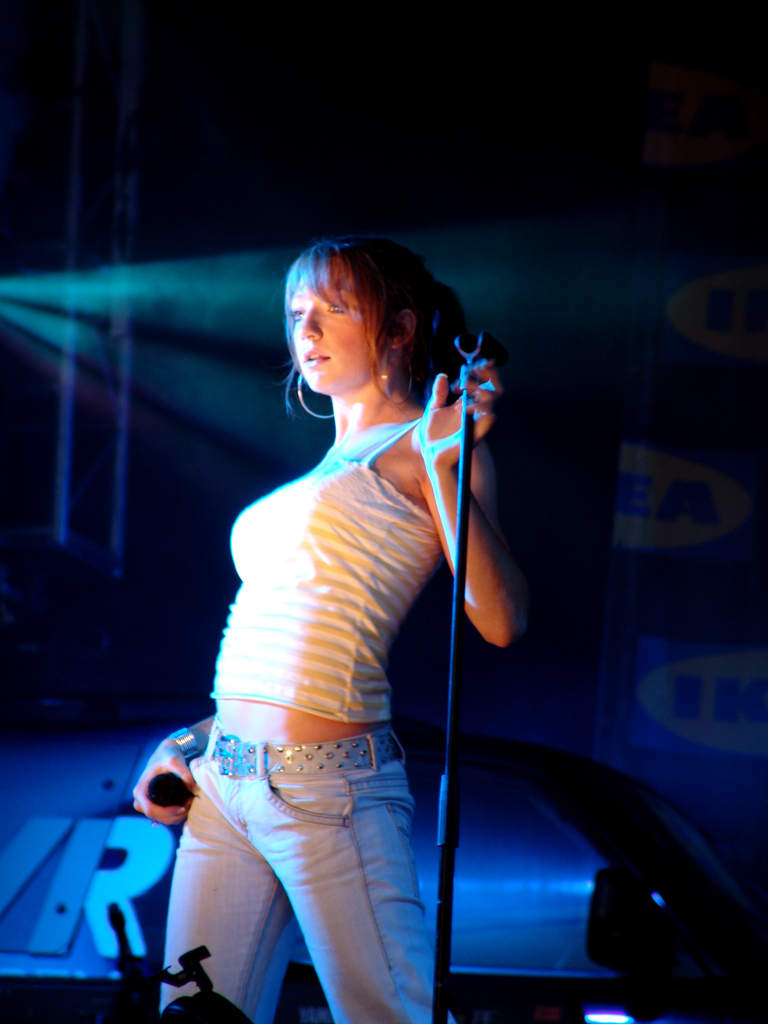
Nicola Roberts

Nel novembre del 2006, appena sei mesi dopo il passaggio del gruppo dalla Polydor alla sottoetichetta Fascination, è stata pubblicata la prima raccolta del gruppo intitolata The Sound of Girls Aloud, titolo che si ispira a quello del primo album; la raccolta conteneva i dodici singoli estratti dai primi tre album del gruppo e tre inediti: Money, Something Kinda Ooooh e I Think We're Alone Now, quest'ultima una cover dell'omonimo brano originariamente interpretato dal gruppo musicale statunitense Tommy James and The Shondells e già reinciso da Tiffany nel 1987. Questi ultimi due inediti sono stati estratti come singoli per la promozione dell'album, rispettivamente nei mesi di ottobre e dicembre del 2006. Hanno riscontrato un discreto successo di vendite, piazzandosi il primo al terzo posto della classifica britannica, mentre il secondo si è fermato in quarta posizione. I Think We're Alone Now è stato utilizzato anche come colonna sonora per il film It's a Boy Girl Thing.
Un grande successo è stato riscosso anche dalla raccolta stessa, che ha debuttato alla prima posizione della classifica degli album in Gran Bretagna, portando per la prima volta il gruppo al vertice di tale classifica. Il disco è stato pubblicato, in edizione limitata, con un secondo cd contenente alcune rarità, ovvero canzoni già note in versioni differenti dall'originale o tracce inedite scartate durante la scelta delle tracce da inserire nei precedenti album. Tra queste canzoni erano presenti il brano Singapore e Hanging on the Telephone, cover dell'omonima canzone dei Blondie. L'album è stato certificato triplo disco di platino per le oltre 950 000 copie vendute nella sola Gran Bretagna; globalmente si stima che la raccolta abbia venduto oltre un milione di copie.
Contemporaneamente all'album è stato pubblicato anche un DVD, Girls Aloud: Greatest Hits Live From Wembley Arena, che a dispetto del titolo conteneva immagini tratte dal Chemistry Tour, serie di esibizioni live eseguite nella primavera del 2006 per la promozione del precedente album. Un tour promozionale per The Sound of Girls Aloud è stato svolto dalle cinque ragazze nella primavera del 2007, ma non ne è stata tratta nessuna registrazione.
Nel febbraio del 2007 il gruppo ha collaborato con le Sugababes per il singolo Walk This Way, cover in chiave pop della nota canzone incisa originariamente dagli Aerosmith nel 1975 realizzata a scopo benefico per l'evento Comic Relief. Il singolo ha riscosso un notevole successo raggiungendo nella prima posizione della classifica britannica.

### 2008:Tangled UpeMixed Up
Dopo il tour svolto nella primavera del 2007, il gruppo è tornato in sala d'incisione per realizzare il quarto album di inediti, collaborando ancora una volta con la squadra di produttori Xenomania. Il disco è stato anticipato dalla pubblicazione, avvenuta nel settembre del 2007, del singolo Sexy! No No No..., che ha raggiunto la quinta posizione della classifica britannica. Nel novembre dello stesso anno, sempre per la Fascination, è stato quindi reso disponibile il quarto album di inediti del gruppo, intitolato Tangled Up, particolarmente lodato dalla critica. Sempre nel novembre del 2006 è uscito il DVD Style nel quale, oltre ad essere contenuti i precedenti video musicali del gruppo, le cinque componenti commentano il loro look, ed è stato pubblicato un secondo singolo tratto dall'album Tangled Up, Call the Shots, che ha riscosso più successo del precedente raggiungendo la terza posizione in Gran Bretagna e ha vinto l'edizione 2008 del Popjustice £20 Music Prize. Nei primi mesi del 2008 è stato pubblicato un terzo singolo, Can't Speak French, che conteneva come b-side una versione della stessa cantate in lingua francese e che ha raggiunto la nona posizione della classifica britannica.
Negli ultimi mesi nel 2007 è inoltre uscito nelle sale cinematografiche britanniche il film St. Trinian's, al quale il gruppo ha partecipato con un piccolo cameo e per il quale ha cantato il brano Theme to St. Trinian's, facente parte della colonna sonora. La canzone è entrata nella classifica dei singoli britannica con le sole vendite digitali, raggiungendo la cinquantunesima posizione. La promozione del disco si è conclusa in primavera, con l'esecuzione del Tangled Up Tour in Regno Unito e Irlanda; contemporaneamente sono state nominate come miglior gruppo dell'anno ai BRIT Awards dello stesso anno e hanno iniziato a lavorare al quinto album di inediti. In totale l'album, che ha raggiunto la quarta posizione della classifica britannica, ha venduto oltre 420 000 copie venendo certificato disco di platino.
Unitamente al disco di inediti era disponibile anche, in edizione limitata, l'album di remix Mixed Up, che ha raggiunto la posizione numero 56 in Regno Unito, mentre dal sito ufficiale del gruppo era possibile ordinare una versione del disco con una copertina differente, dove erano raffigurate le cinque componenti del complesso, assenti dalla copertina ufficiale dell'album.

### 2009:Out Of ControleGirls A Live

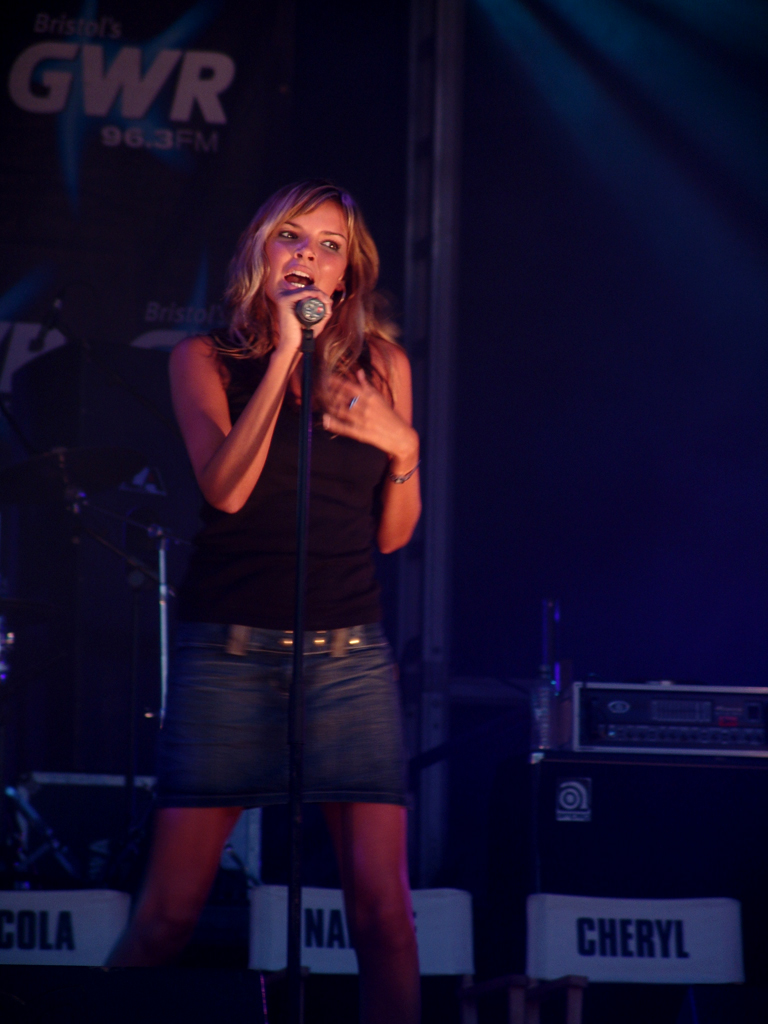
Nadine Coyle

Al lavoro sul quinto disco già dal maggio del 2008, il gruppo ha pubblicato un nuovo singolo il 27 ottobre dello stesso anno, The Promise, che ha riscosso un grande successo in Regno Unito debuttando al primo posto della classifica britannica, posizione raggiunta in precedenza dal gruppo solo con il singolo I'll Stand by You e con la collaborazione con le Sugababes Walk This Way. L'anno seguente il singolo ha vinto anche il Popjustice £20 Music Prize, premio già vinto più volte dal gruppo negli anni precedenti, e un BRIT Awards come "Miglior singolo dell'anno".
Nell'autunno del 2008 è stato pubblicato anche il DVD Tangled Up Tour, contenente immagini registrate dal vivo durante le esibizioni dell'omonimo tour svoltosi nella precedente primavera.
Il singolo ha anticipato il quinto album del gruppo, ancora una volta prodotto dagli Xenomania e intitolato Out of Control, che ha debuttato al primo posto della classifica. Tale posizione era stata raggiunta dalle cinque ragazze solo con la raccolta The Sound of Girls Aloud, pubblicata nel 2006.
Nel febbraio del 2009, la promozione del disco è proseguita con la pubblicazione del secondo singolo estratto dall'album, The Loving Kind, canzone scritta dal celebre gruppo di musica elettronica Pet Shop Boys. La canzone è entrata alla decima posizione della classifica britannica. Questo secondo singolo è stato seguito da un terzo, Untouchable, la cui versione usata per la promozione radiofonica era leggermente differente rispetto al brano inserito nel disco. È stato pubblicato il 27 aprile 2009, in concomitanza della partenza del Out of Control Tour, ma ha raggiunto appena l'undicesima posizione della classifica britannica, risultando il primo singolo del complesso a non entrare tra le prime dieci posizioni della classifica britannica fin dall'esordio.
Insieme al quinto album del gruppo era disponibile, in edizione limitata, l'album dal vivo Girls A Live, che ha raggiunto la ventinovesima posizione della classifica.
L'album, ristampato anche in edizione limitata con l'inclusione di un DVD e pubblicato dall'etichetta discografica Fascination, ha venduto oltre 650 000 copie ed è stato certificato doppio disco di platino.

### 2010-2011: la pausa e i progetti solisti

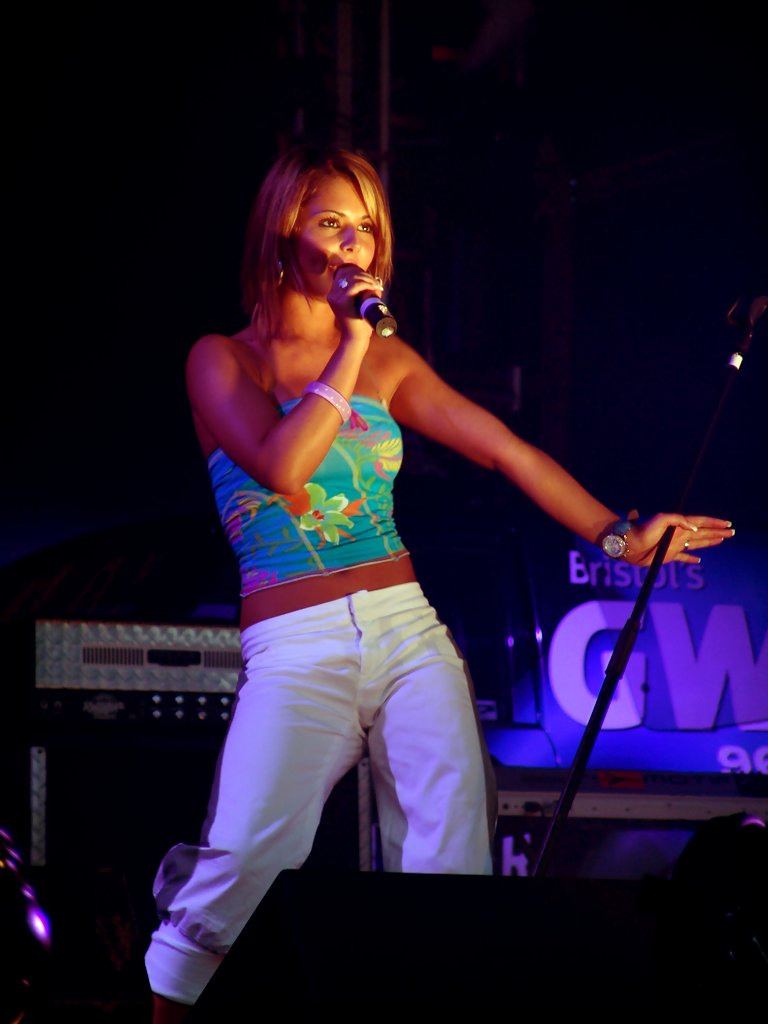
Cheryl

Nel 2010 il gruppo ha firmato un contratto con la Fascination, etichetta che pubblica gli album del gruppo dal 2006, per la pubblicazione di altri tre dischi. Contemporaneamente il gruppo ha però deciso di sospendere l'attività per un anno, per permettere alle componenti di dedicarsi ad attività individuali, nonostante abbiano pubblicato sul loro sito ufficiale l'album live Out of Control: Live from the O2 e una raccolta, Singles Box Set, album che comunque non hanno ricevuto promozione; proprio in questo periodo, infatti, Cheryl Cole insieme a Will.I.Am incide il suo album di debutto come solista, 3 Words, che ha raggiunto la prima posizione in classifica così come il singolo di lancio, Fight for This Love. Sarah Harding ha invece avuto un ruolo nel film St. Trinian's II: The Legend of Fritton's Gold, secondo capitolo del film al quale in gruppo aveva preso parte con un cameo nel 2007, pellicola per la quale ha registrato alcune tracce in qualità di solista con la collaborazione degli Xenomania e che hanno composto la colonna sonora.
Anche Nadine Coyle e Nicola Roberts hanno debuttato come cantanti soliste: la prima ha pubblicato nell'autunno 2010 l'album Insatiable e l'omonimo singolo, senza tuttavia ottenere consensi commerciali a causa di Cheryl,; la seconda ha pubblicato il suo primo singolo, Beat of My Drum, nel giugno 2011, anch'essa senza ottenere buoni risultati di vendita.

### 2012-2013:Ten: il ritorno alle scene e lo scioglimento
Nonostante le attività individuali delle componenti, il gruppo ha dichiarato l'intenzione di voler realizzare in futuro un nuovo album. Ciò è avvenuto solo nell'ottobre 2012 con la presentazione del singolo-bomba Something New, pubblicato in novembre (associato alla campagna di beneficenza Children in Need) e ha anticipato la seconda raccolta del gruppo. Il brano ha ottenuto un buon successo, piazzandosi al secondo posto della classifica britannica.
Il disco, la raccolta Ten, è stato pubblicato il 23 novembre 2012 e ha raggiunto la nona posizione della classifica britannica, facendo così ritrovare al gruppo il successo del pubblico. Dall'album è stato estratto un ulteriore brano, anche se non ufficialmente, la ballad Beautiful 'Cause You  Love Me.
Poco prima dell'inizio del tour Kimberley sfrutta l'occasione mediatica per pubblicare il primo album 'Centre Stage' che raccoglie le più famose canzoni di musical.
Attraverso un tweet, tramite il profilo ufficiale del gruppo, viene annunciato lo scioglimento il 21 marzo 2013, poche ore dopo la data conclusiva dell'ultimo tour. Nadine Coyle prende subito le distanze dalla brutta notizia scrivendo testuali parole su twitter: "Dovreste sapere che io non ho preso parte allo scioglimento. Non ho potuto fermarle. È stato il periodo migliore e vorrei continuasse. Xxxx". Anni dopo, Nadine Coyle rivela alla stampa britannica che lo scioglimento del gruppo fu voluto da Nicola, Cheryl e Kimberley ad insaputa sua e di Sarah le quali seppero della notizia qualche ora prima dello spettacolo finale. Cheryl controbatte affermando che la sua collega stesse raccontando solo una "marea di cazz*te" poiché la pausa nel 2009 fu voluta per permettere a Nadine di pubblicare il suo primo album da solista ma colei che debuttò per prima come solista fu proprio Cheryl la quale era l'unica delle cinque che aveva del materiale pronto in tasca.

### 2021-presernte: la morte di Sarah Harding eThe Girls Aloud Show
Il 26 agosto 2020 Sarah Harding annuncia pubblicamente di essere in cura per un tumore mammario che aveva intaccato altre parti del proprio corpo. A marzo 2021 rivela di essere giunta alla fase terminale della malattia, dichiarando inoltre che «non riuscirà a godersi un altro Natale». Sarah si spegne la mattina del 5 settembre 2021 all'età di 39 anni. La notizia è stata divulgata dalla madre della cantante ed è stata rapidamente condivisa da Nadine e Nicola, le quali si sono dichiarate «tremendamente devastate» per la perdita della loro compagna.

## Stile musicale e influenze
Fin dall'album di esordio, il gruppo ha sempre collaborato con il noto gruppo di produttori britannici Xenomania, guidati da Brian Higgins, che hanno scritto e prodotto tutte le canzoni del gruppo. Grazie anche al contributo dei produttori, i brani e più in generale gli album delle cinque ragazze sono stati sempre accolti bene dalla critica musicale, che ha giudicato il loro genere come un pop che facilmente rimane nella mente dell'ascoltatore. Il loro pop è spesso considerato innovativo per l'inconsueta struttura delle loro canzoni che di conseguenza sono riconosciute come fresche, immediate e divertenti.
Per quanto riguarda le sonorità, il gruppo, le cui canzoni sono spesso caratterizzate dalle chitarre e da elementi di musica elettronica, è stato accostato in più occasioni alla musica anni ottanta e novanta e ad artisti come Bananarama, The Bangles, le Spice Girls, Kylie Minogue e Madonna.
Brian Higgins ha dichiarato di aver accostato le sonorità della musica indie al pop classico, in particolare nei primi album del gruppo come Sound of the Underground e What Will the Neighbours Say?, mentre i successivi, in particolare Tangled Up, sono stati caratterizzati da una musicalità tendente prevalentemente alla musica dance ed elettronica influenzata da artisti come i Pet Shop Boys (che hanno anche scritto una canzone per il gruppo, The Loving Kind) e i Röyksopp. Nell'album Out of Control (Girls Aloud), del 2008, sono state riconosciute influenze della musica anni sessanta; in particolare, il brano Rolling Back the Rivers in Time è stato accostato alle produzioni di Burt Bacharach.

## Impatto culturale
Il successo ottenuto dal gruppo in tutto il Regno Unito ha avuto dei risvolti anche nell'ambito culturale. Il complesso è attualmente riconosciuto come uno dei più longevi formatisi in maniera mediatica tramite un talent show; lo stesso album d'esordio è stato giudicato dalla critica musicale qualitativamente superiore ai dischi di debutto di altri artisti provenienti dai talent show.
Il gruppo ha ricevuto parecchi apprezzamenti da parte di numerosi noti artisti come Matt Helders degli Arctic Monkeys, Duff McKagan dei Guns N' Roses, Gabriella Cilmi, Noel Gallagher degli Oasis e Neil Tennant. Si sono dichiarati fan del gruppo anche Bono degli U2, Chris Martin dei Coldplay e le ex Spice Girls Geri Halliwell e Emma Bunton.
Considerate nel loro paese una icona gay, le loro canzoni sono state spesso riprese da artisti tra cui gli Arctic Monkeys, i Bloc Party e i Coldplay. Il gruppo ha a sua volta realizzato spesso delle cover di canzoni più o meno note, in particolare incidendo più canzoni contenute nell'unico disco di Lene Nystrøm degli Aqua; ha suscitato però scalpore e diverse critiche la somiglianza tra il brano Life Got Cold e Wonderwall degli Oasis, problema al quale i produttori del gruppo hanno ovviato inserendo tra gli autori del brano anche Noel Gallagher, che ha scritto il noto brano degli anni novanta.

## Attività extramusicali

### Cinema e televisione
Nel 2005 l'emittente televisiva britannica ITV2 ha realizzato un documentario televisivo intitolato Girls Aloud: Home Truths, nel quale è stata mostrata la produzione e la promozione del singolo Long Hot Summer, la registrazione dell'album Chemistry e alcune parti del primo tour del gruppo. Il documentario, andato in onda il 13 ottobre 2005, ha riscosso un buon successo e ne è stato realizzato un secondo, intitolato Girls Aloud: Off the Record, andato in onda in sei parti su E4 nella primavera del 2006.
Nell'aprile del 2007, hanno recitato in un cameo nel film St. Trinian's, uscito nelle sale cinematografiche il 21 dicembre dello stesso anno, nella quale interpretavano il gruppo musicale della scuola. Hanno inciso anche due canzoni incluse nella colonna sonora del film: Theme to St. Trinian's, entrata anche nella classifica dei singoli britannica con gli acquisti della canzone sul negozio virtuale iTunes, e On My Way to Satisfaction.
Sono tornate in televisione, su ITV2, nella primavera del 2008, in un reality show intitolato Passions of Girls Aloud, nel quale le componenti avevano l'obiettivo di realizzare qualcosa che desideravano fare. Al programma non ha partecipato Nadine, per alcuni disaccordi con la produzione. In questa occasione Cheryl ha l'opportunità di conoscere Will.I.Am il quale inizia a montarle la testa e incentivarla a lasciare il gruppo per avviare la carriera solista.
A partire dal 2008, Cheryl Cole è stata scelta come giudice per la versione britannica del talent show X Factor, partecipando anche alla successiva edizione del 2009 e portando alla vittoria i suoi due allievi Alexandra Burke e Joe McElderry.
Il 13 dicembre 2008 è andato in onda, sempre su ITV2, anche il varietà in un'unica puntata The Girls Aloud Party, spettacolo dedicato alla carriera del gruppo nel quale hanno eseguito le loro canzoni più famose. L'anno successivo, durante un periodo di pausa delle attività del gruppo e parallelamente al debutto come solista di Cheryl, Sarah Harding ha recitato con un ruolo da protagonista nel film St. Trinian's II: The Legend of Fritton's Gold. È anche stata protagonista del film per la tv Freefall, mentre Kimberley Walsh ha realizzato un cameo con Nicola Roberts in Britannia High.

### Pubblicità emerchandising
Nel 2005, il gruppo ha stipulato un contratto con la casa produttrice di giocattoli Mattel per la realizzazione di bambole raffiguranti le cinque componenti del complesso. Nello stesso anno è stato realizzato il DVD Girls on Film, seguito nel 2007 da Style, il primo contenente numerose esibizioni dal vivo del gruppo, il secondo, oltre a raccogliere i video musicali dei singoli usciti dal 2002 al 2007, era maggiormente orientato a raccontare le modifiche di carattere estetico delle componenti, dalla formazione del gruppo fino a quel momento. Sono stati realizzati anche dei calendari ufficiali dal 2004 al 2009, ad eccezione del 2005, mentre nel 2008 è stata pubblicata una stupenda autobiografia del gruppo intitolata Dreams That Glitter - Our Story, titolo tratto da una frase del brano-capolavoro-del-pop Call the Shots.
Ampia anche la loro esperienza come testimonial di note marche; nel 2007 hanno fatto pubblicità alla Sunsilk, azienda di prodotti per la cura dei capelli per la quale ha realizzato degli spot pubblicitari, così come avevano già fatto in passato per l'azienda Samsung. Nel 2008, invece, hanno realizzato alcuni sponsor per la piattaforma di videogiochi Nintendo DS. Altri spot sono stati girati per Nestlé e Motorola.

## Formazione
- Nadine Coyle (2002-2013)
- Nicola Roberts (2002-2013)
- Sarah Harding (2002-2013) †
- Cheryl Tweedy (2002-2013)
- Kimberley Walsh (2002-2013)

## Discografia
- 2003 - Sound of the Underground
- 2004 - What Will the Neighbours Say?
- 2005 - Chemistry
- 2006 - The Sound of Girls Aloud
- 2007 - Tangled Up
- 2008 - Out of Control
- 2012 - Ten

## Tour
- 2005 - What Will the Neighbours Say? Live
- 2006 - Chemistry Tour
- 2007 - The Sound of Girls Aloud: The Greatest Hits Tour
- 2008 - Tangled Up Tour
- 2009 - Out of Control Tour
- 2013 - Ten: The Hits Tour

## DVD
- 2005 - Girls on Film
- 2005 - What Will the Neighbours Say? Live
- 2006 - Girls Aloud: Greatest Hits Live from Wembley Arena
- 2007 - Style
- 2008 - Tangled Up: Live from The O2 2008 (Anche in BD)
- 2009 - Out Of Control Live from The O2 2009 (Anche in BD)
- 2013 - Ten: The Hits Tour Live from The O2 2013